# Chactas yupai
Espèce
Chactas yupai est une espèce de scorpions de la famille des Chactidae.

## Distribution
Cette espèce est endémique de l'État de Zulia au Venezuela. Elle se rencontre vers Machiques de Perijá dans la Serranía de Perijá.

## Étymologie
Son nom d'espèce lui a été donné en référence aux Yupas.

## Publication originale
- González-Sponga, 1994 : Arácnidos de Venezuela. Dos nuevas especies de la Serrania de Perijá (Scorpionida: Chactidae: Butidae). Boletín de la Sociedad Venezolana de Ciencias Naturales, vol. 44, no 148, p. 343–360.